# Краснобокий украшенный лори
Краснобокий украшенный лори (лат. Hypocharmosyna placentis) — птица отряда попугаеобразных.

## Внешний вид
Длина тела 18 см Окраска оперения зелёная. Область уха синяя. Бока груди, щёки, кроющие перья крыла красного цвета. У самок щёки жёлтые, область около уха с жёлтыми штрихами. Клюв оранжево-красный.

## Распространение
Обитают на Новой Гвинее, островах архипелага Бисмарка, на Молуккских, Соломоновых и близлежащих островах.

## Образ жизни
Населяют субтропические и влажные тропические леса и мангровые заросли.

## Содержание
Их нечасто можно увидеть у любителей природы, хотя живут в неволе они долго.

## Классификация
Вид включает в себя 5 подвидов:
- Hypocharmosyna placentis intensior Kinnear, 1928
- Hypocharmosyna placentis ornata (Mayr, 1940)
- Hypocharmosyna placentis pallidior (Rothschild & Hartert, 1905)
- Hypocharmosyna placentis placentis (Temminck, 1835)
- Hypocharmosyna placentis subplacens (P. L. Sclater, 1876)